# Hesperantha acuta
Hesperantha acuta là một loài thực vật có hoa trong họ Diên vĩ. Loài này được (Licht. ex Roem. & Schult.) Ker Gawl. miêu tả khoa học đầu tiên năm 1827.